# Medaille für Verdienste um das Stiftungswesen
Die Medaille für Verdienste um das Stiftungswesen ist eine Auszeichnung, die seit 1980 vom Bundesverband Deutscher Stiftungen vergeben wird. Mit ihr werden bedeutende Persönlichkeiten aus dem Stiftungswesen für ihr Lebenswerk geehrt. Hierbei kann es sich um einen Stifter bzw. eine Stifterin oder um eine Person handeln, die sich um das Stiftungswesen besonders verdient gemacht hat. Die Medaille für Verdienste um das Stiftungswesen ist eine ideelle Auszeichnung und nicht mit einer finanziellen Dotierung verbunden. In der Regel wird sie vom Bundespräsidenten überreicht. Sie wird in unregelmäßigen Abständen verliehen. Es ist auch möglich, dass in einem Jahr zwei Medaillen vergeben werden. Seit 1994 vergibt der Bundesverband Deutscher Stiftungen außerdem den Deutschen Stifterpreis für stifterische Einzelleistungen.

## Bestimmung der Preisträger
Vorschläge für einen Preisträger oder eine Preisträgerin können bis zum 20. August jeden Jahres beim Bundesverband Deutscher Stiftungen eingereicht werden.
Die Entscheidung für die Verleihung der Medaille für Verdienste um das Stiftungswesen treffen Vorstand und Beirat des Bundesverbandes Deutscher Stiftungen e.V. auf Vorschlag des Vorstandes.

## Aussehen der Medaille
Die Medaille für Verdienste um das Stiftungswesen zeigt auf der Vorderseite ein Bildnis Jakob Fuggers des Reichen, Stifter der Fuggerei zu Augsburg und berühmtes Vorbild des deutschen Stiftungswesens. Das Muster für die 142 Gramm schwere und aus 18-karätigem Gold gegossene Medaille ist ein Original aus dem Jahre 1518, das von dem Augsburger Handwerker Hans Schwarz geschaffen wurde. Die Inschrift „IAC . FGGER . AUGUSTA . VIN . M . D . X . VIII“ umschließt das Bildnis Jakob Fuggers des Reichen. Auf der Rückseite ist umlaufend „Bundesverband Deutscher Stiftungen“ eingraviert, während auf der Innenfläche „Für Verdienste um das Stiftungswesen“ steht.

## Preisträger
| Jahr | Preisträger                         |
| ---- | ----------------------------------- |
| 1980 | Alfred Toepfer                      |
| 1980 | Joseph-Ernst Fürst Fugger von Glött |
| 1983 | Kurt A. Körber                      |
| 1987 | Berthold Beitz                      |
| 1993 | Lonny Bayer                         |
| 1995 | Karl Kübel                          |
| 1998 | Reinhard Mohn                       |
| 1998 | Rolf Hauer                          |
| 2002 | Peter M. Schnell                    |
| 2005 | Gerhard Schmidt                     |
| 2008 | Michael Otto                        |
| 2012 | Friede Springer                     |